# ツェッペリン (映画)
『ツェッペリン』（Zeppelin）は、1971年に公開されたイギリス映画。第一次世界大戦時にドイツが兵器として使用した「ツェッペリン型飛行船」を題材にしたフィクション映画。

## ストーリー
1915年、北フランスでドイツ軍と戦っていたイギリス軍は、ドイツ軍の新兵器である飛行船の存在に手を焼いていた。対抗措置をとるため詳細情報を必要としたイギリス秘密情報部は、イギリス人とドイツ人のハーフでドイツ語が堪能なジェフリー・リヒター・ダグラス中尉にスパイ行動を命じた。第二の母国を裏切る命令を受けたジェフリーは、苦悩しつつも偽装亡命してドイツに渡り、飛行船の基地に潜入を果たした。そして最新型の飛行船「LZ36号」の設計者の一人で、ジェフリーとは旧知の仲でもあるアルツシェル博士と、その妻でアルツシェルの助手でもあるエリカに接近したが、エリカはジェフリーがスパイではないかという疑惑を初めから有していた。
LZ36号のテスト飛行に半ば無理やり同乗する事となったジェフリーは、やがて、それが単なるテスト飛行では無い事を知る…。

## キャスト
- ジェフリー・リヒター・ダグラス中尉 - マイケル・ヨーク（日本語吹替：富山敬）
- エリカ - エルケ・ソマー
- タウントラー少佐 - ピーター・カーステン
- アルツシェル博士 - マリウス・ゴーリング
- ヒルシュ大佐 - アントン・ディフリング
- フォン・ゴリアン - アンドリュー・ケア
- ウィットニー大尉 - ルパート・デービス
- ステファニー - アレクサンドラ・スチュワルト